# Quận Clarke, Georgia
Quận Clarke là một quận trong tiểu bang Georgia, Hoa Kỳ. Quận lỵ đóng ở thành phố Athens 6. Theo điều tra dân số năm 2000 của Cục điều tra dân số Hoa Kỳ, quận có dân số 101.489 người 2, dân số năm 2007 là 114.063 người. Đây là một quận-thành phố thống nhất. Quận này có diện tích nhỏ nhất trong các quận tại tiểu bang Georgia.
Athens-Quận Clarke là thành phố lớn thứ 5 ở tiểu bang Georgia và là thành phố chính của vùng đô thị Athens – Quận Clarke

## Địa lý

### Xa lộ chính
- U.S. Route 29
- U.S. Route 78
- U.S. Route 78 Business
- U.S. Route 129
- U.S. Route 441
- State Route 8
- State Route 10
- State Route 10 Loop/State Route 422
- State Route 15
- State Route 15 Alternate
- State Route 72

### Quận giáp ranh
- Quận Madison, Georgia - đông bắc
- Quận Oglethorpe, Georgia - đông/đông nam
- Quận Oconee, Georgia - nam/tây nam
- Quận Barrow, Georgia - tây
- Quận Jackson, Georgia - tây bắc